# George Fludyer
George Fludyer (* 2. September 1761; † 15. April 1837) war ein britischer Politiker.

## Leben

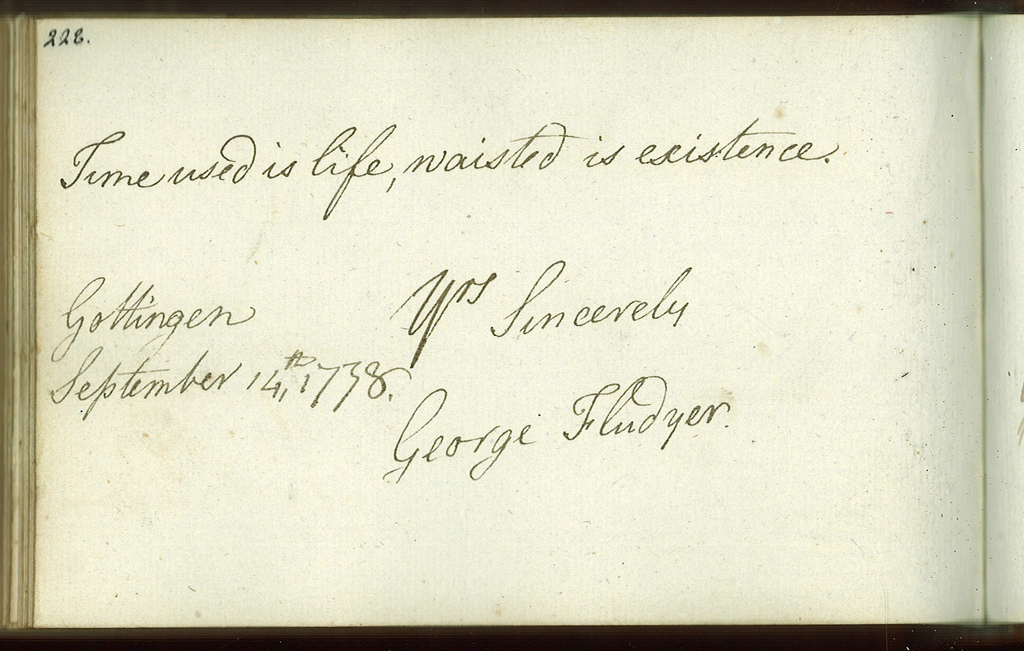
Eintrag im Stammbuch des Schweden Johan David af Sandeberg mit Zitat nach Edward Young, Göttingen 1778

George Fludyer war der zweite Sohn des geadelten Merchantbankers Sir Samuel Fludyer, 1. Baronet, der auch Mitglied des House of Commons und 1761/62 Lord Mayor of London war. Der Vater starb bereits 1768. Er besuchte die angesehene Westminster School und studierte ab Ostern 1776 bis Michaelis 1779 im Rahmen seiner erweiterten Grand Tour gemeinsam mit seinem älteren Bruder Sir Samuel Fludyer, 2. Baronet unter der Betreuung durch Georg Christoph Lichtenberg Mathematik an der Georg-August-Universität Göttingen. Beide Brüder waren in Göttingen Mitglieder des einflussreichen Studentenordens ZN; ihre Schattenrisse aus der Göttinger Zeit sind in der Silhouetten-Sammlung Schubert erhalten und Einträge in Stammbüchern der Zeit sind überliefert.
George Fludyer war nach seiner Rückkehr nach England von 1783 bis 1802 Abgeordneter im House of Commons für den Wahlbezirk Chippenham und 1818/1819 für den Wahlbezirk Appleby. 1792 heiratete er Lady Mary Fane, Tochter des John Fane, 9. Earl of Westmorland. Er erbte über seine Mutter 1803 das Herrenhaus Ayston Hall in Rutland, wo er bis zu seinem Tod auch lebte. 1814 war er High Sheriff von Rutland.
Die gemeinsame Tochter Mary Fludyer heiratete 1818 Arthur Onslow, 3. Earl of Onslow.